# OV–10 Bronco
Az OV–10 Bronco amerikai könnyű csatarepülőgép, melyet felkelők elleni harcra fejlesztettek ki az 1960-as évek első felében.

## Története
Az 1960-as évek elején az Amerikai Egyesült Államok Tengerészgyalogsága (USMC) a felkelők elleni harcra tervezett (COIN) repülőgépet igényelt, ami egy új repülőgépfajta, a könnyű fegyveres felderítő repülőgép (LARA) megalkotását eredményezte. A beszerzésre kiírt versenytárgyalást a North American NA–300 tervezete nyerte az 1964. év augusztusi eredményhirdetésen.
Az előszerződésben hét prototípust rendeltek YOV–10A jelzéssel, melyek közül az első 1965. július 16-án hajtotta végre az első felszállást.
Az öbölháborús harci bevetések tették nyilvánvalóvá, hogy a légi hadviselés fejlődése túlhaladta a típust, miután egy hét alatt két gépet is elvesztett az amerikai légierő. Az OV 10-esek az 1990-es évek végétől ezért a drogellenes küzdelemben vettek részt Kolumbiában, miután a lecserélésük elkerülhetetlenné vált. Kalifornia állam tűzoltósága tizenöt gépet tart készenlétben, elsősorban erdőtüzek oltására, lokalizálására.

## Szerkezeti sajátosságok
A YOV–10A meghajtásáról két 492 kW-os (660 LE) Garett T76 légcsavaros gázturbinás hajtómű gondoskodott. A fejlesztési vizsgálatok során több hiányosság is felmerült. A hibák javítása során újratervezték a hajtómű-gondolákat és odébb is helyezték a pilótafülkében fellépő zaj csökkentése érdekében, a szárnyak fesztávolságát ezért 3,05 méterrel megnövelték. Az átépített új prototípus 1966. augusztus 15-én szállt fel, a hetedik prototípus pedig alternatív megoldásként Pratt & Whitney Canada T74-es (PT6A katonai típusjele) hajtóműveket kapott az összehasonlításhoz.
A gépet különleges kialakítás jellemzi. A felső, állandó húrtényezőjű szárnyaival, a két, hajtómű-gondoláktól a vízszintes vezérsíkig nyúló, függőleges vezérsíkban végződő faroktartójával semmi más géppel össze nem téveszthető alakja van. A karcsú törzsben a kétfős személyzet tandem elrendezésben foglal helyet.

## Változatai
- OV–10A: Az amerikai tengerészgyalogság számára épített 114 gép jele, melyek közül az elsőket 1967. augusztus 6-án állították szolgálatba. A típust a könnyű fegyveres felderítés mellett előrevetett légi irányításra és helikopterkísérésre használták. A légierő 157 gépet rendelt hasonló feladatkörre, mint a tengerészgyalogság.
- OV–10B: Németország számára gyártott légicéltárgy-vontató 6 példányban. Hasonló kialakítású, mint az OV–10A.
- OV–10B(Z): u.a., mint az OV–10B, annyi eltéréssel, hogy hajtóműve erősebb, 1338 kp tolóerejű General Electric J85–GE–4 típusjelű, szárny feletti elrendezésű, gázturbinás. 12 elkészült típus.
- OV–10C: 40 darab gép az OV–10A alapján a Thai Királyi Légierőnek
- OV–10E: 16 darab a Venezuelai Légierő számára (lásd OV–10C)
- OV–10F: 16 darab az Indonéz Légierőnek (lásd OV–10C)

## Háborús bevetések
- Vietnámi háború
- Venezuelai fegyveres felkelés
- Öbölháború